# 普卡山 (阿科班比亞-上瓊戈斯)
12°38′02″S 75°34′09″W / 12.63389°S 75.56917°W
普卡山（Puka），是秘魯的山峰，位於該國中部萬卡韋利卡大區和胡寧大區，由阿科班比亞區和上瓊戈斯區負責管轄，屬於安地斯山脈的一部分，海拔高度4,993米。